# 介质相关接口

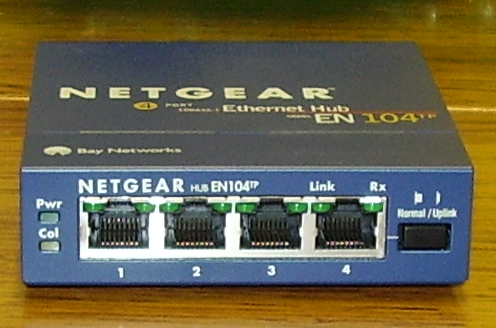
具有三个MDI-X端口和一个可切换端口的集线器，约1998年

介质相关接口（英語：Medium Dependent Interface，缩写MDI）也称媒质相关接口，是用来描述计算机网络中一个从物理层实现到物理介质的传输数据的物理或电气/光学接口。
双绞线以太网还定义了一个“交叉模式介质相关接口”（英語：medium dependent interface crossover，缩写MDI-X）。较新网络接口上的自动MDI-X端口能检测连接是否需要交叉，并自动选择MDI或MDI-X配置以正确匹配与另一端的链路。

## 以太网
流行的以太网家族定义了通用的介质相关接口。

用于10BASE-T的直通式MDI到MDI-X连接

对10BASE5来说，同轴电缆连接使用插入式分接头或一对N连接器。而对10BASE2来说，同轴电缆连接通常使用接入T型连接的单个BNC连接器。对双绞线8P8C则使用模块化连接器（常被错称为“RJ45”）。光纤接口则使用取决于制造商和可用物理空间的光纖接頭。
在10BASE-T和100BASE-TX链路上，两个通信方向使用单独的一对双绞线。由于双绞线电缆传统上采用引脚对引脚连接，因此用于介质相关接口的引脚有两种模式，这被称为MDI与MDI-X（介质相关接口-交叉模式）。将一个MDI端口与一个MDI-X端口连接时需使用直通电缆，而互连两个MDI或两个MDI-X端口时则须采用交叉电缆。一般来说，MDI被用于终端设备，MDI-X被用于集線器和網路交換器。部分集线器和交换机也有MDI端口（很多为可切换端口）用来无需交叉电缆的连接其他集线器或交换机。

## MDI与MDI-X
此术语通常指使用8P8C母端口连接一台计算机或其他网络设备的双绞线以太网技术变种。
其中X指一台MDI设备的发送线必须连接到一台MDI-X设备的接受线。例如直通电缆会将一台MDI设备的引脚1和2（发送）连接到一台MDI-X设备的引脚1和2（接收），其他引脚与此类似。一般来说，集线器和交换机采用MDI-X配置，而其他所有节点（如个人电脑、工作站、服务器和路由器）使用MDI接口。某些路由器或其他设备有一个上行链路（uplink）/普通（normal）开关，可将特定端口在MDI与MDI-X之间切换。
将一侧的发射器连接到另一侧的接收器（反之亦然）的要求是两个设备间必须始终有奇数个交叉（crossovers）。因为每个MDI-X端口内含一个交叉。所以将MDI连接到MDI-X需使用直通电缆（总计一个交叉）。将MDI连接到MDI（无交叉）或MDI-X连接到MDI-X（两个交叉）则需要在电缆中再进行一次交叉以做到奇数。在结构化布线中通过多个配线架进行更复杂的连接配置时，连接可能使用多个配线架和电缆段。较好的方案是在一侧安装好所有必要的分叉器。

## 自动MDI-X

使用以太网交叉电缆完成的MDI到MDI连接

如需使用10或100 Mbit/s连接（10BASE-T或100BASE-TX）连通同样配置（MDI到MDI或MDI-X到MDI-X）的两个端口，需要使用以太网交叉电缆来交叉连通电缆的发送与接收信号，这样才能在连接器层面使信号相互匹配。
自动MDI-X技术能自动检测所需要的电缆连接类型并适当地配置连接，无需交叉电缆即可互连网络交换机或对等PC。只要链路的任何一方启用此技术，双方就可以用交叉或非交叉线路构筑连接。为使自动MDI-X正常工作，接口速率和双工设置必须设为“自动”。惠普工程师Daniel Joseph Dove和Bruce W. Melvin开发了自动MDI-X技术，它采用伪随机数发生器决定自动协商链路上的一个网络端口是作为发射机或接收机。
两个自动MDI-X端口互相连接在现代产品上也已很是常见，算法的解析时间通常小于500毫秒。但也有一个约1.4秒的异步计时器来解决极罕见（概率小于5×1021分之一）的两端都在切换的情况。
发明人Dove随后在吉比特以太网标准内推广了自动MDI-X，并还开发了“强制模式自动MDI-X”专利算法，允许在没有自动协商的端口上自动建立链路。此技术并没有在所有设备上被实现，所以在将自动MDI-X连接到MDI-X端口时偶尔需要交叉电缆，尤其是在自动协商已被禁用的情况。
较新款的路由器、集线器和网络交换机（包括部分10/100兆设备，以及所有1千兆和10千兆设备）为10/100 Mbit速率使用自动MDI-X，以便于连接电缆后自动切换到正确配置。
基于双绞线的千兆或更高速以太网链路使用全部的四个电缆对在两个方向上同时传输，因此该链路没有专用的发送与接收对，1000BASE-T通信从而从不需要交叉电缆。“物理介质附件”子层（PMA）提供了每对识别，并通常乃至能在非对称交换或交叉的电缆上继续工作。